# Río Loncomilla
Río Loncomilla är ett vattendrag i Chile.   Det ligger i regionen Región del Maule, i den södra delen av landet, 260 km söder om huvudstaden Santiago de Chile.
Omgivningen kring Río Loncomilla består till största delen av jordbruksmark. Området är ganska tätbefolkat, med 75 invånare per kvadratkilometer.